# ケリー・アッディ
ジョン・ケリー・アディ（英語：John Kelly Addy、1949年5月9日 - ）は、アメリカ合衆国の政治家。モンタナ州下院議員、下院の市長代行スピーカーを務めた。彼は弁護士である。